# カラコル (キルギス)
カラコル（キルギス語：Каракол、英: Karakol）は、キルギス第4の都市。同国東部の湖、イシク・クルの最東端の標高1720mに位置している高原都市。イシク・クル州の州都でもある。2009年の人口は67,100人。
ハン・テングリなど天山山脈へのトレッキングルートへの拠点ともなっており、アルティンアラシャンなどの温泉やスキーリゾートもあり、3000m～6000m級の山々の風光明媚な景色が広がり、外国人観光客の人気も高い。1941年から1991年までの名称は同地域で活躍し死去したロシアの探検家・地学者・軍人のニコライ・プルジェヴァリスキーにちなんで、プルジェバリスク（Przheval'sk／Пржевальск）と言い、90年代に発行された地図ではプルジェバリスクと明記されていることが多い。
ソ連時代は中ソの国境警備の軍事都市と栄え、発展。現在でもロシア軍が常住している。しかし、現在では軍事都市としての重要性は薄れ、人口減少が続くなど衰退傾向が強い。住民は、キルギス人の他、ロシア人やウクライナ人のスラブ系が人口の約20％を占めるほか、中国との国境から逃れてきたウイグル人やドンガン人が多い多民族都市である。

## 気候
標高2000m前後のために冬は非常に寒さが厳しく、1月の平均気温は−13.2℃。夏は冷涼で最も暑い7月に平均気温は15.9℃にしかならない。
| カラコルの気候                                                    | カラコルの気候 | カラコルの気候 | カラコルの気候 | カラコルの気候 | カラコルの気候 | カラコルの気候 | カラコルの気候 | カラコルの気候 | カラコルの気候 | カラコルの気候 | カラコルの気候 | カラコルの気候 | カラコルの気候 |
| 月                                                                | 1月            | 2月            | 3月            | 4月            | 5月            | 6月            | 7月            | 8月            | 9月            | 10月           | 11月           | 12月           | 年             |
| ----------------------------------------------------------------- | -------------- | -------------- | -------------- | -------------- | -------------- | -------------- | -------------- | -------------- | -------------- | -------------- | -------------- | -------------- | -------------- |
| 日平均気温 °C （°F）                                              | −13.2 (8.2)    | −11.5 (11.3)   | −3.1 (26.4)    | 5.2 (41.4)     | 9.9 (49.8)     | 13.4 (56.1)    | 15.9 (60.6)    | 15.2 (59.4)    | 10.6 (51.1)    | 3.8 (38.8)     | −4.2 (24.4)    | −10.2 (13.6)   | 2.7 (36.9)     |
| 降水量 mm （inch）                                                | 8.9 (0.35)     | 10.3 (0.406)   | 19.4 (0.764)   | 35.3 (1.39)    | 50.6 (1.992)   | 56.1 (2.209)   | 59.9 (2.358)   | 53 (2.09)      | 36.8 (1.449)   | 24.6 (0.969)   | 16.5 (0.65)    | 11 (0.43)      | 382.4 (15.055) |
| 平均降水日数 （≥0.1 mm）                                          | 7.1            | 7.8            | 9.2            | 9.4            | 12             | 12             | 10.7           | 8              | 6.4            | 6.6            | 7.2            | 6.6            | 103            |
| % 湿度                                                            | 69.4           | 69.6           | 59.4           | 46.6           | 47.2           | 45             | 43             | 41.2           | 42.5           | 49.6           | 58.7           | 59.7           | 53.4           |
| 出典：“The Climate of Karakol”. Weatherbase. 2015年10月29日閲覧。 |                |                |                |                |                |                |                |                |                |                |                |                |                |